# نیکولو بارلا
نیکولو بارلا (انگلیسی: Nicoló Barella؛ زادهٔ ۷ فوریهٔ ۱۹۹۷) یک بازیکن فوتبال اهل ایتالیا است که برای باشگاه فوتبال اینتر میلان در پست هافبک بازی می‌کند.
نیکولو بارلا که به دلیل توانایی فنی و خلاقیتش شناخته شده است اغلب از او به عنوان یکی از بهترین هافبک های جهان یاد می شود.

## زندگی شخصی
او در ۷ فوریه سال ۱۹۹۷ در کالیاری به دنیا آمد. بارلا در سال ۲۰۱۸ با فدریکا شیونین ازدواج کرد و از آن زمان پدر سه دختر و یک پسر شد‌.

## عملکرد باشگاهی

### کالیاری
بارلا که در کالیاری به دنیا آمده بین سال های ۲۰۰۶ تا ۲۰۱۵ در آکادمی باشگاه فوتبال کالیاری با ی کرده است.
او اولین بازی خود را برای باشگاه فوتبال کالیاری در کوپا ایتالیا برابر باشگاه فوتبال پارما انجام داد.

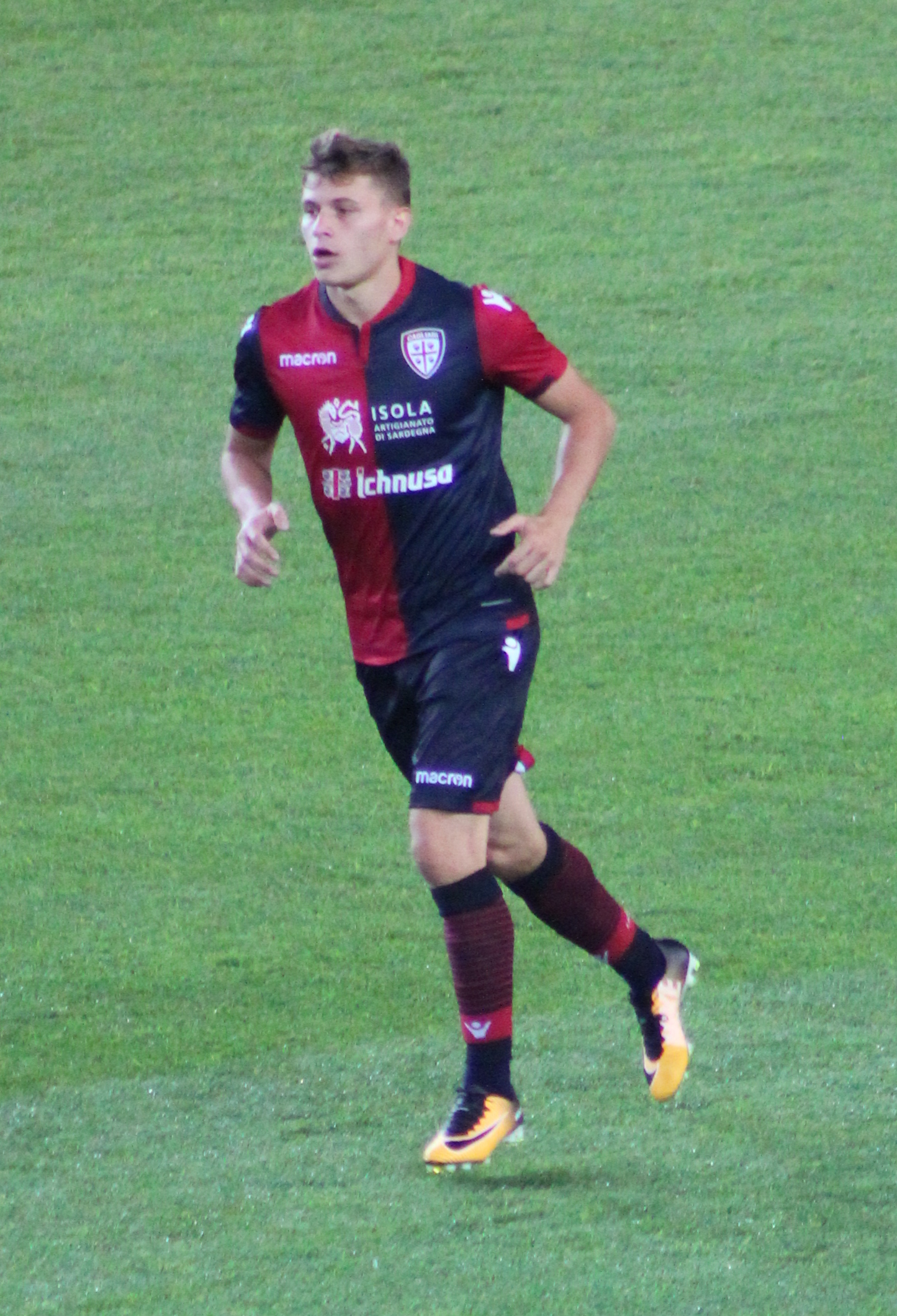
بارلا در ۷ اوت ۲۰۱۷ مقابل باشگاه فوتبال گالاتاسرای

در ۱۷ سپتامبر ۲۰۱۷ اولین گل خود را برای کالیاری مقابل باشگاه فوتبال اسپال به ثمر رساند. سه ماه بعد، او جوانترین کاپیتان تاریخ باشگاه فوتبال کالیاری در سن ۲۰ سال، ۱۰ ماه و ۹ روز شد.
در فصل سری آ ۱۹–۲۰۱۸ او برای اولین بار در تیم منتخب فصل سری آ قرار گرفت. او ۱۱۲ بازی برای باشگاه فوتبال کالیاری انجام داد و ۷ گل به ثمر رساند.

### کومو
در ژانویه ۲۰۱۶ او به صورت قرضی به باشگاه فوتبال کومو در سری بی پیوست. او در مجموع ۱۶ بار با پیراهن این تیم در سری بی به میدان رفت.

### اینترمیلان
در ۱۲ ژوئیه ۲۰۱۹ بارلا با یک قرارداد قرضی یک ساله به باشگاه فوتبال اینتر میلان ملحق شد. اولین بازی خود را برای این تیم ۲۶ اوت مقابل باشگاه فوتبال لچه انجام داد او موفق شد در این بازی یک پاس گل برای آنتونیو کاندروا ارسال کند. اولین بازی خود را در لیگ قهرمانان اروپا در تاریخ ۱۷ سپتامبر مقابل باشگاه فوتبال اسلاویا پراگ انجام داد. در ۹ نوامبر بارلا اولین گل خود را برای نراتزوری مقابل باشگاه فوتبال هلاس ورونا به ثمر رساند. نیکولو همراه اینتر به فینال لیگ اروپا ۲۰۲۰ رسید اما با شکست ۳–۲ اینتر مقابل باشگاه فوتبال سویا دست او و تیمش از جام کوتاه ماند. در پایان فصل او در تیم تیم منتخب فصل سری آ و تیم تیم منتخب فصل لیگ اروپا قرار گرفت.
در فصل سری آ ۲۱–۲۰۲۰ به همراه اینتر میلان بعد از سال به قهرمانی در سری آ رسید. باز هم او در پایان این فصل در تیم منتخب فصل سری آ قرار گرفت.
در ۵ نوامبر ۲۰۲۱ بارلا قرارداد خود را با باشگاه فوتبال اینتر میلان تا سال ۲۰۲۶ تمدید کرد. در پایان فصل ۲۲–۲۰۲۱ همراه نراتزوری به قهرمانی در کوپا ایتالیا ۲۲–۲۰۲۱ و سوپرجام فوتبال ایتالیا ۲۰۲۲ رسید. او برای چهارمین فصل پی در پی در تیم منتخب فصل سری آ قرار گرفت.

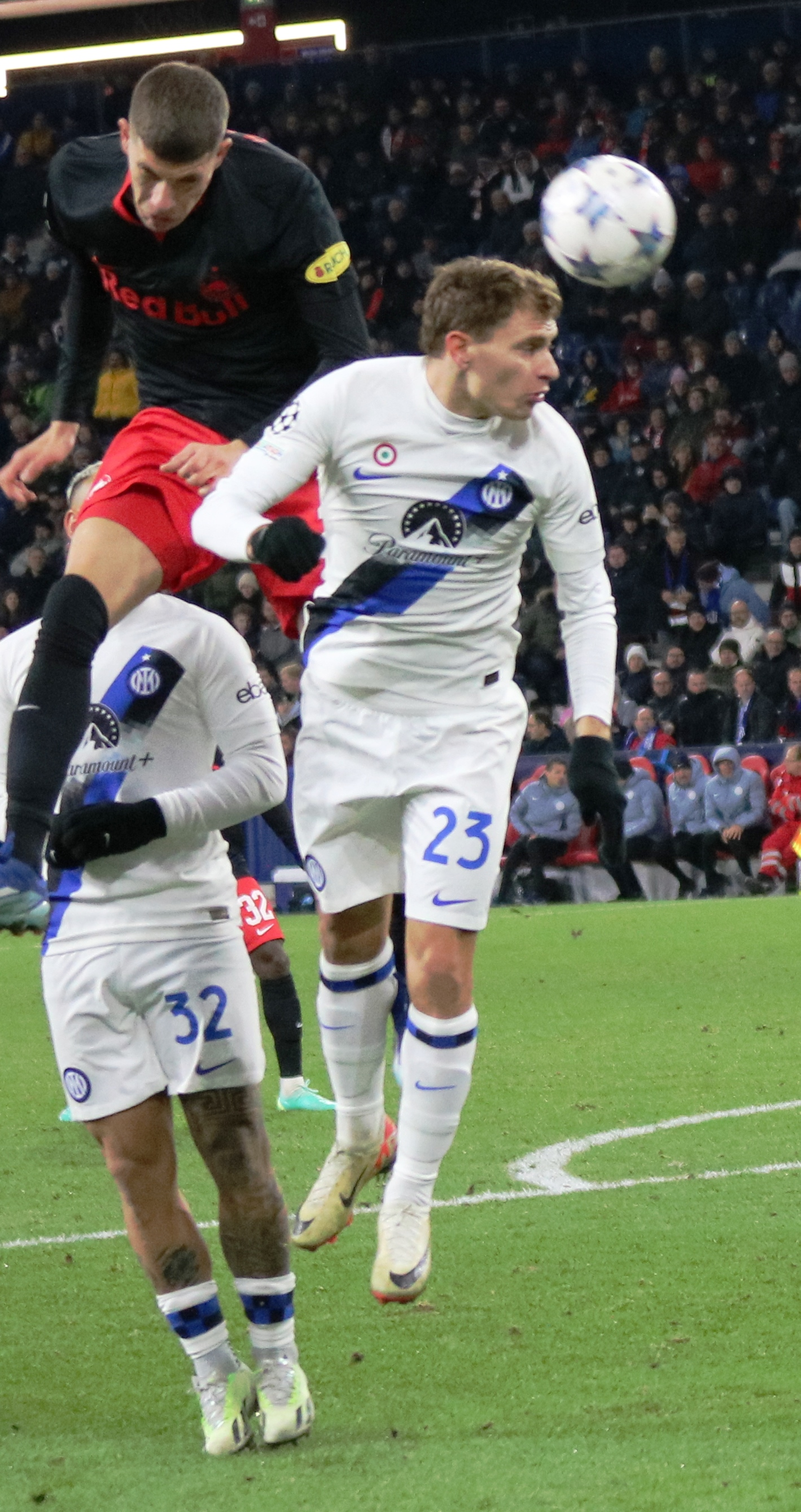
نیکولو بارلا در لباس اینتر میلان در سال ۲۰۲۳

در فصل ۲۳–۲۰۲۲ بارلا دوباره با اینتر قهرمان کوپا ایتالیا و سوپرجام فوتبال ایتالیا شد. او عنوان بهترین هافبک سری آ را دریافت کرد و برای پنجمین سال متوالی در تیم منتخب فصل سری آ قرار گرفت. بارلا به همراه باشگاه فوتبال اینتر میلان به فینال لیگ قهرمانان اروپا ۲۳–۲۰۲۲ رسید اما با شکست ۱–۰ مقابل باشگاه فوتبال منچستر سیتی جام را از دست داد.
در ۲۹ اکتبر ۲۰۲۳ دویستمین بازی خود را برای اینتر میلان مقابل باشگاه فوتبال آ.اس. رم انجام داد. همچنین در پایان فصل ۲۴–۲۰۲۳ برای ششمین بار متوالی در تیم منتخب فصل سری آ قرار گرفت. نیکولو همراه اینتر میلان برای بیستمین بار در تاریخ سری آ موفق به قهرمانی شد. در ۱۱ ژوئن ۲۰۲۴ او قرارداد خود را با باشگاه تا سال ۲۰۲۹ تمدید کرد.
در لیگ قهرمانان اروپا ۲۵–۲۰۲۴ او دوبار مقابل باشگاه فوتبال منچستر سیتی و باشگاه ورزشی یانگ بویز جایزه بهترین بازیکن زمین را دریافت کرد.

## آمار باشگاهی
تا تاریخ ۲ جولای ۲۰۲۵
| باشگاه            | فصل              | لیگ              | لیگ  | لیگ | جام حذفی | جام حذفی | قاره‌ای | قاره‌ای | دیگر | دیگر | مجموع | مجموع |
| باشگاه            | فصل              | دسته             | بازی | گل  | بازی     | گل       | بازی   | گل     | بازی | گل   | بازی  | گل    |
| ----------------- | ---------------- | ---------------- | ---- | --- | -------- | -------- | ------ | ------ | ---- | ---- | ----- | ----- |
| کالیاری           | ۲۰۱۴–۱۵          | سری آ            | ۳    | ۰   | ۱        | ۰        | _      | _      | _    | _    | ۴     | ۰     |
| کالیاری           | ۲۰۱۵–۱۶          | سری بی           | ۵    | ۰   | ۰        | ۰        | _      | _      | _    | _    | ۵     | ۰     |
| کالیاری           | ۲۰۱۶–۱۷          | سری آ            | ۲۸   | ۰   | ۲        | ۰        | _      | _      | _    | _    | ۳۰    | ۰     |
| کالیاری           | ۲۰۱۷–۱۸          | سری آ            | ۳۴   | ۶   | ۱        | ۰        | _      | _      | _    | _    | ۳۵    | ۶     |
| کالیاری           | ۲۰۱۸–۱۹          | سری آ            | ۳۵   | ۱   | ۳        | ۰        | _      | _      | _    | _    | ۳۸    | ۱     |
| مجموع کالیاری     | مجموع کالیاری    | مجموع کالیاری    | ۱۰۵  | ۷   | ۷        | ۰        | _      | _      | _    | _    | ۱۱۲   | ۷     |
| کومو (قرضی)       | ۲۰۱۵–۱۶          | سری بی           | ۱۶   | ۰   | ۰        | ۰        | _      | _      | _    | _    | ۱۶    | ۰     |
| مجموع کومو        | مجموع کومو       | مجموع کومو       | ۱۶   | ۰   | ۰        | ۰        | _      | _      | _    | _    | ۱۶    | ۰     |
| اینترمیلان (قرضی) | ۲۰۱۹–۲۰          | سری آ            | ۲۷   | ۱   | ۴        | ۱        | ۱۰     | ۲      | _    | _    | ۴۱    | ۴     |
| اینترمیلان        | ۲۰۲۰–۲۱          | سری آ            | ۳۶   | ۳   | ۴        | ۰        | ۶      | ۰      | _    | _    | ۴۶    | ۳     |
| اینترمیلان        | ۲۰۲۱–۲۲          | سری آ            | ۳۶   | ۳   | ۵        | ۱        | ۶      | ۰      | ۱    | ۰    | ۴۸    | ۴     |
| اینترمیلان        | ۲۰۲۲–۲۳          | سری آ            | ۳۵   | ۶   | ۴        | ۰        | ۱۲     | ۳      | ۱    | ۰    | ۵۲    | ۹     |
| اینترمیلان        | ۲۰۲۳–۲۴          | سری آ            | ۳۷   | ۲   | ۱        | ۰        | ۸      | ۰      | ۲    | ۰    | ۴۸    | ۲     |
| اینترمیلان        | ۲۰۲۴–۲۵          | سری آ            | ۳۳   | ۳   | ۳        | ۰        | ۱۳     | ۰      | ۶    | ۰    | ۵۵    | ۳     |
| مجموع اینترمیلان  | مجموع اینترمیلان | مجموع اینترمیلان | ۲۰۴  | ۱۸  | ۲۱       | ۲        | ۵۵     | ۵      | ۱۰   | ۰    | ۲۹۰   | ۲۵    |
| مجموع آمار        | مجموع آمار       | مجموع آمار       | ۳۲۵  | ۲۵  | ۲۸       | ۲        | ۵۵     | ۵      | ۱۰   | ۰    | ۴۱۸   | ۳۲    |

+= قسمت دیگر شامل سوپر جام داخلی و اروپا و جام باشگاه‌های جهان است.

## افتخارات

### باشگاهی
اینتر میلان
- سری آ(۲): ۲۱–۲۰۲۰، ۲۴–۲۰۲۳
- جام حذفی فوتبال ایتالیا(۲): ۲۲–۲۰۲۱، ۲۳–۲۰۲۲
- سوپر جام فوتبال ایتالیا(۳): ۲۰۲۱، ۲۰۲۲، ۲۰۲۳
- لیگ قهرمانان اروپا: ۲۳–۲۰۲۲، ۲۵–۲۰۲۴ (نایب‌قهرمان)
- لیگ اروپا: ۲۰–۲۰۱۹ (نایب قهرمان)

### ملی
ایتالیا
- جام ملت‌های اروپا(۱): ۲۰۲۰
- لیگ ملت‌های اروپا: ۲۱–۲۰۲۰، ۲۳–۲۰۲۲ (سوم)
- جام قهرمانان کونمبول–یوفا: ۲۰۲۲ (نایب قهرمان)

### فردی
- بهترین بازیکن جوان  ایتالیا(۲): ۲۰۱۲، ۲۰۱۳
- تیم منتخب سال سری آ(۶): ۱۹–۲۰۱۸، ۲۰–۲۰۱۹، ۲۱–۲۰۲۰، ۲۲–۲۰۲۱، ۲۳–۲۰۲۲، ۲۴–۲۰۲۳
- تیم منتخب فصل سری آ(۲): ۲۳–۲۰۲۲، ۲۵–۲۰۲۴
- تیم منتخب لیگ اروپا(۱): ۲۰–۲۰۱۹
- بهترین هافبک سال ایتالیا(۱): ۲۰۱۹
- بهترین هافبک فصل سری آ(۲): ۲۱–۲۰۲۰، ۲۳–۲۰۲۲
- نامزد توپ طلا(۲): ۲۰۲۱، ۲۰۲۳
- نشان شایستگی از جمهوری ایتالیا: ۲۰۲۱[۳۴]

## آمار ملی

### گل‌های ملی
تا تاریخ ۲ جولای ۲۰۲۵
| شماره | تاریخ          | میزبان   | بازی ملی | حریف     | نتیجه | رقابت                         |
| ----- | -------------- | -------- | -------- | -------- | ----- | ----------------------------- |
| ۱     | ۲۳ مارس ۲۰۱۹   | اودین    | ۵        | فنلاند   | ۲–۰   | مقدماتی جام ملت‌های اروپا ۲۰۲۰ |
| ۲     | ۸ ژوئن ۲۰۱۹    | آتن      | ۶        | یونان    | ۳–۰   | مقدماتی جام ملت‌های اروپا ۲۰۲۰ |
| ۳     | ۱۸ نوامبر ۲۰۱۹ | پالرمو   | ۱۲       | ارمنستان | ۹–۱   | مقدماتی جام ملت‌های اروپا ۲۰۲۰ |
| ۴     | ۷ سپتامبر ۲۰۲۰ | امستردام | ۱۴       | هلند     | ۱–۰   | لیگ ملت‌های اروپا ۲۱–۲۰۲۰      |
| ۵     | ۴ ژوئن ۲۰۲۱    | بولونیا  | ۲۳       | چک       | ۴–۰   | دوستانه                       |
| ۶     | ۲ ژوئیه ۲۰۲۱   | مونیخ    | ۲۷       | بلژیک    | ۲–۱   | جام ملت‌های اروپا ۲۰۲۰         |
| ۷     | ۱۰ اکتبر ۲۰۲۱  | تورین    | ۳۳       | بلژیک    | ۲–۱   | لیگ ملت‌های اروپا ۲۱–۲۰۲۰      |
| ۸     | ۷ ژوئن ۲۰۲۲    | چزنا     | ۳۸       | مجارستان | ۲–۱   | لیگ ملت‌های اروپا ۲۳–۲۰۲۲      |
| ۹     | ۲۴ مارس ۲۰۲۴   | هریسون   | ۵۳       | اکوادور  | ۲–۰   | دوستانه                       |
| ۱۰    | ۱۵ ژوئن ۲۰۲۴   | دورتموند | ۵۴       | آلبانی   | ۲–۱   | جام ملت‌های اروپا ۲۰۲۴         |

### بازی‌های ملی
تا تاریخ ۲۴ مارس ۲۰۲۵
| ایتالیا | ایتالیا | ایتالیا | ایتالیا |
| سال     | بازی    | گل      |         |
| ------- | ------- | ------- | ------- |
| ۲۰۱۸    | ۴       | ۰       |         |
| ۲۰۱۹    | ۸       | ۳       |         |
| ۲۰۲۰    | ۶       | ۱       |         |
| ۲۰۲۱    | ۱۷      | ۳       |         |
| ۲۰۲۲    | ۷       | ۱       |         |
| ۲۰۲۳    | ۹       | ۰       |         |
| ۲۰۲۴    | ۸       | ۲       |         |
| ۲۰۲۵    | ۴       | ۰       |         |
| مجموع   | ۶۳      | ۱۰      |         |

## عملکرد ملی

### جوانان
بارلا با تیم ملی فوتبال زیر ۱۹ سال ایتالیا در مسابقات قهرمانی زیر ۱۹ سال اروپا در سال ۲۰۱۶ شرکت کرد و به مقام دوم رسید. او با تیم ملی فوتبال زیر ۲۰ سال ایتالیا در جام جهانی فوتبال زیر ۲۰ سال ۲۰۱۷ شرکت کرد و در جایگاه سوم ایستاد.
او همراه با تیم ملی فوتبال زیر ۲۱ سال ایتالیا در جام ملت‌های اروپا فوتبال زیر ۲۱ سال ۲۰۱۹ شرکت کرد.

### بزرگسالان
بارلا اولین بار توسط جان‌پیرو ونتورا برای مسابقات مقدماتی جام جهانی فوتبال ۲۰۱۸ مقابل تیم ملی فوتبال مقدونیه و تیم ملی فوتبال آلبانی در اکتبر ۲۰۱۷ به تیم تیم ملی فوتبال ایتالیا دعوت شد. در ۲۳ مارس ۲۰۱۹ بارلا اولین گل خود را برای تیم ملی فوتبال ایتالیا در برد خانگی ۲-۰ مقابل تیم ملی فوتبال فنلاند در مسابقه مرحله مقدماتی جام ملت‌های اروپا ۲۰۲۰ به ثمر رساند.
در ژوئن ۲۰۲۱ او توسط روبرتو مانچینی به تیم ملی فوتبال ایتالیا برای حضور در جام ملت‌های اروپا ۲۰۲۰ دعوت شد. بارلا به همراه تیم ملی فوتبال ایتالیا پس از رسیدن به فینال جام ملت‌های اروپا ۲۰۲۰ و تساوی ۱-۱ در وقت قانونی و اضافه به پیروزی ۳-۲ در ضربات پنالتی مقابل تیم ملی فوتبال انگلستان رسید و به همراه تیمش‌ پس از ۵۲ سال به قهرمانی جام ملت‌های اروپا دست یافت.
در تاریخ ۱۰ اکتبر ۲۰۲۱ بارلا در پیروزی خانگی ۲-۱ مقابل تیم ملی فوتبال بلژیک در رده بندی لیگ ملت های اروپا ۲۱–۲۰۲۰ اولین گل تیمش‌ را به ثمر رساند. ۲۴ مارس ۲۰۲۴ در بازی دوستانه مقابل تیم ملی فوتبال اکوادور بارلا برای اولین بار بازوبند کاپیتانی را به بازو بست و یک گل نیز به ثمر رساند.
او توسط لوچانو اسپالتی برای حضور در جام ملت‌های اروپا ۲۰۲۴ به تیم ملی دعوت شد. ایتالیا پس از باخت ۲–۰ مقابل سوئیس در مرحله یک شانزدهم نهایی از مسابقات حذف شد.